# Varroa
Varroa (Varroa) är ett släkte kvalster som placeras i den egna familjen Varroidae. Kvalstret parasiterar på bin. Den mest kända arten Varroa destructor är den enda som parasiterar på det europeiska honungsbiet, Apis mellifera. V. destructor är ursprungligen en parasit hos det asiatiska honungsbiet, A. cerana. Samhällen av asiatiska bin skadas inte nämnvärt av kvalstret. När parasiten etablerats i bisamhällen av europeiska honungsbin är inte känt, men det finns uppgifter som tyder på att samhällen i östra Sovjetunionen var angripna redan i slutet på 1940-talet.
Släktet Varroa innehåller följande arter:[1]
- Varroa destructor (Anderson & Trueman, 2000)  är en parasit som angriper sin naturliga värd, det asiatiska honungsbiet i Asien och även samhällen av A. mellifera över hela världen
- Varroa jacobsoni (Oudemans, 1904) parasit i samhällen av A. cerana.
- Varroa rindereri (de Guzman & Delfinado-Baker, 1996)
- Varroa sinhai (Delfinado & Baker, 1974)
- Varroa wongsirii (Lekprayoon & Tangkanasing, 1991)

## Effekter på biodlingen
Resultatet av varroans spridning är en kraftig försämring av biodlingens förutsättningar. Varroan är svår att utrota eftersom den samlever med andra insekter. Men om den inte bekämpas kommer angreppet till slut att vara så svårt att bisamhället går under. Orsaken till detta är att varroan, när den blir talrik, skapar ett stort antal missbildade bin som inte bidrar till bisamhället. Förlusten av nyttiga bin leder till samhällets undergång.

## Bekämpningsmetoder
Varroa kan bekämpas med pyretoider, som dock lagras i vaxet.
De flesta som har biodling som hobby ägnar sig därför åt mer arbetskrävande bekämpningsmetoder. Till att börja med finns en intressant skillnad mellan kvalster och bin, nämligen deras känslighet för syror. Varroan är känslig för ångor av till exempel myrsyra, mjölksyra eller oxalsyra medan bina har mycket hög tolerans mot syror. Biodlaren kan därför, när honungen har skördats, bekämpa varroan genom att lägga in någon trasa indränkt med nämnda syror. Bekämpning av varroa med myrsyra eller mjölksyra är inte särskilt dramatisk ur livsmedelssynpunkt. Myrsyra finns naturligt i honung, oxalsyra finns i rabarber och mjölksyra finns i mjölkprodukter. Om bekämpningen sker efter honungsskörden kommer inte syrorna att ha någon effekt på kommande års skörd.
Varroahonor föredrar att lägga sina ägg i celler avsedda för drönarlarver. Sådana finns på särskilda vaxkakor i bisamhället. Genom att skära ut dessa vaxkakor begränsas reproduktionen.

## Resistenta bin?
Det finns i biodlarsammanhang mycket tal om honungsbin som är resistenta mot varroa. Dessa påståenden skall tas med en nypa salt. Om ett samhälle med europeiska honungsbin verkligen är helt resistent vore det mycket enkelt att sprida dess gener. Det skulle vara så lönande att den som verkligen hade möjlighet därtill skulle kunna skapa en ansenlig förmögenhet. Ryktena om resistens skall därför mest ses som rykten. Däremot finns det skäl att tro att resistens kan komma att uppstå och att den redan är på väg att utvecklas. Bina kan nämligen redan idag klara av bilusen, som till storlek och levnadssätt liknar varroan. Ett bisamhälle som drabbas av bilusen kommer först att vara ett offer för bilusen tills bina tröttnar och halvt vansinniga jagar lus på varandra. Det är därför tänkbart att genetiska variationer och mutationer gradvis kommer att gynna samhällen som även börjar jaga varroa. Det finns även vissa andra sjukdomar hos bina som innebär att bina river upp celler med larver och kastar ut dem. Även här är det tänkbart att beteendet utvecklas även till larver drabbade av kvalster. Ryktena om varroaresistens kan röra bin med utökad städiver och bin med utökad känslighet för småkryp (d.v.s. bilus). Något helt resistent samhälle lär dock knappast finnas.

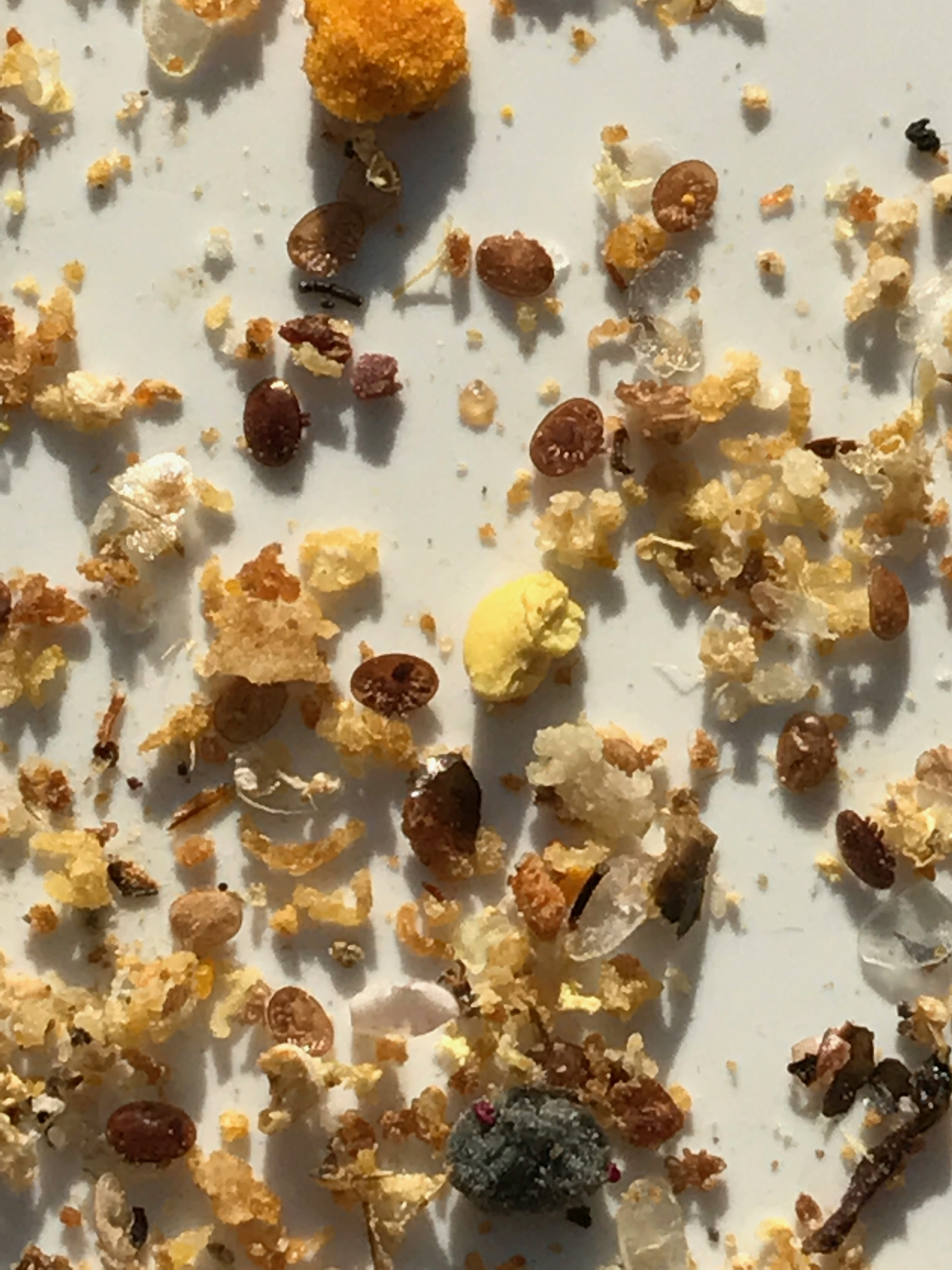
Varroakvalster på nedfallsbricka

Frågan om resistens, bekämpning, avel med motståndskraftiga bin och så vidare är en mycket känslig fråga i biodlarsammanhang, en fråga som kan skapa hårda debatter biodlare emellan. Vissa biodlare hävdar att biodlingens enda chans är att minimera bekämpningen så att naturligt urval kan gynna resistens. Andra biodlare menar att detta inte fungerar eftersom bina kommer att gå under utan vår hjälp.